# Sorens
Sorens är en ort och kommun i distriktet Gruyère i kantonen Fribourg, Schweiz. Kommunen hade 1 096 invånare (2023).